# 涓水
涓水，古名“兴乐江”、又名“白果河”、“易俗河”，为湘江一级支流。涓水发源于湖南省双峰县昌山（九峰山），流经衡山县新桥、白果，湘潭县花石、射埠、吟江、古塘桥、双板桥，在易俗河镇汇入湘江。涓水全长103公里，流域面积1764平方公里。